# Harry Raymon

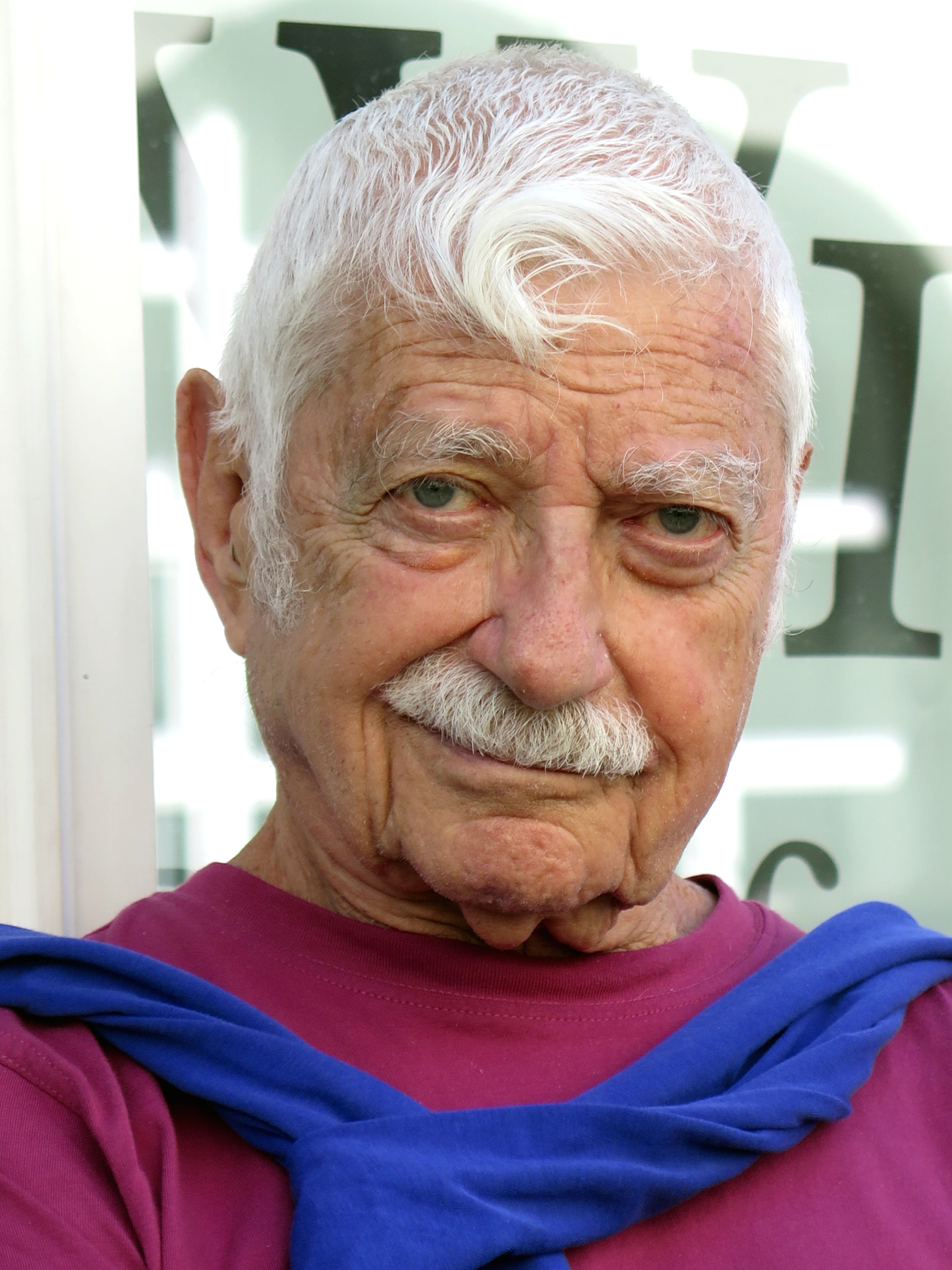
Harry Raymon, August 2016

Harry Raymon (* 9. Januar 1926 in Kirchberg im Hunsrück)
ist ein deutscher Schauspieler, Synchronsprecher, Regisseur, Autor und Mitbegründer des Forum-Theaters am Kurfürstendamm in Berlin.

## Leben

### Flucht aus Deutschland
Geboren wurde Harry Raymon als Harry Heymann in Kirchberg im Hunsrück als Sohn einer jüdischen Kaufmannsfamilie. Als 1933 die Repressalien gegen jüdische Bürger begannen, drängte Harrys Mutter auf Auswanderung. 1936 emigrierte die Familie in die USA. Da war Harry neun Jahre alt.  Über die Flucht aus der Heimat im Hunsrück berichtete Harry später in seinem Roman Einmal Exil und zurück. Vorlage des Romans war das Drehbuch zum Film „Regentropfen“, der 1979 entstand. Das Innere der Synagoge in Kirchberg wurde 1938 im Zuge des Novemberpogroms vollständig zerstört; bis Ende 1938 war Kirchberg gemäß der Diktion des Naziregimes „judenfrei“. Eine große Anzahl der jüdischen Einwohner der Gemeinde fiel dem NS-Terror zum Opfer, auf dem jüdischen Friedhof der Gemeinde erinnern 65 Grabsteine an sie (Lage).

### Emigration in die USA
Die liberal-jüdisch eingestellte Familie Harrys zog nach New York. Drei Jahre nach der Einwanderung gründeten seine Eltern eine Hühnerfarm in Farmingdale, einem Ort im Nordosten von New Jersey und produzierten dort Eier. Harry besuchte in Lakewood/New Jersey die Highschool. Nach dem Highschool-Abschluss 1944 wurde er zur US-Army einberufen. Die Army wollte sich seine Deutschkenntnisse zunutze machen und bildete ihn als Befrager von Kriegsgefangenen aus. Das klappte aber nicht, weil Harry an Masern und danach an Mumps erkrankte. Inzwischen war der Krieg zu Ende gegangen. Unmittelbar nach Kriegsende schickte die US-Army Harry Raymon mit einem US-Pass ausgestattet als „Prisoner of War Interrogator“ nach Deutschland, wo er für die Befragung von deutschen Kriegsgefangenen vorgesehen war. Das blieb ihm aber erspart, da zwischenzeitlich der Krieg zu Ende ging. Er wurde von der US-Army nach Frankreich versetzt, wo er unter anderem in Paris stationiert war.

### Ausbildung
Bereits während seiner Militärzeit in Frankreich und Deutschland besuchte Harry Schauspielkurse, eine Fortbildungsmaßnahme der amerikanischen Armee für ihre Soldaten. Die Schauspielkurse fanden im französischen Biarritz statt. An der Universität in Biarritz begegnete Harry auch Marlene Dietrich, die dort als Gastdozentin tätig war.
Nach seinem zweijährigen Militärdienst erhielt Raymon im Rahmen eines von der US-Regierung finanzierten Programms für ausgeschiedene Soldaten die Möglichkeit, von 1946 bis 1948 Schauspiel- und Tanzkurse zu belegen. Diese fanden an der Schauspielschule Dramatic Workshop der New School for Social Research in New York statt, die in dieser Zeit noch von dem Gründer der Schule Erwin Piscator geleitet wurde. Mitstudenten Harrys an der Schauspielschule waren unter anderem Tony Curtis und Harry Belafonte.

### Beruflicher Werdegang
Sein Weg zurück nach Deutschland führte Harry Raymon über Frankreich, zuerst nach Paris, wo er Mitglied des „American Theater in Paris“ wurde. 1948 zog er von Paris nach Stuttgart, wo er an der Musikhochschule Gesang studierte. In Stuttgart gründete er 1951 das Pantomimentheater „Die Gaukler“. Damit gastierte er bis 1955 in ganz Europa. Wiederholt übertrugen Fernsehsender Aufführungen des Theaters. Anlässlich der Berliner Festwochen 1952 fand die Uraufführung der von Raymon choreographierten Pantomimenstücke Bagatelle und Das verräterische Herz statt. 1956 engagierte ihn das Schlosstheater Celle als Schauspieler und Regisseur.
1957 übersiedelte Raymon nach Berlin, arbeitete als Schauspieler, Synchronsprecher, Regisseur, Autor und Model. 1958 spielte er in dem Film Endstation Liebe die zweite Hauptrolle neben Horst Buchholz. Von 1957 bis 2003 war er in insgesamt 23 Fernsehfilmen und -serien als Schauspieler engagiert, unter anderem in den Filmen „Die Vertreibung aus dem Paradies“ (1977). 1961 wurde er künstlerischer Leiter des von ihm mit begründeten „Forum Theaters“ am Berliner Kurfürstendamm. 1963 siedelte Raymon nach München über, wo er bis 2003 als Synchronsprecher und als Schauspieler in Filmen, in Serien, und am Theater tätig war.
In den siebziger Jahren, als seine Karriere als Schauspieler etwas stockte, verdingte er sich als Reiseleiter. Seit 2015 widmet er sich ausschließlich der Schriftstellerei, veröffentlicht kleinere Essays und Artikel und hält Vorträge über seine Erfahrungen als Jude und bekennender Schwuler in Deutschland und Amerika und als Überlebender des Holocaust.
Harry Raymon lebt und wohnt seit 1963 im Münchner Glockenbachviertel, hält nach wie vor Lesungen und Vorträge, nimmt an Zeitzeugengesprächen teil, und geht mit seinen annähernd 95 Jahren (Status 12/2020) regelmäßig ins Fitnessstudio.

## Werke
1963 fanden Raymons erste schriftstellerische Versuche statt. Mit seinem Freund Wolfgang Paar verfasste er 1963 sein erstes Stück in deutscher Sprache, „Die Krake“, herausgegeben im S.Fischer Verlag, Frankfurt. Der WDR sendete „Die Krake“ 1964 als Hörspiel, 1965 entstand aus der Vorlage ein Fernsehspiel, das der SWF produzierte und ausstrahlte. Als Auftragsproduktion des SWF verfasste Raymon zusammen mit Wolfgang Paar 1976 das Fernsehspiel „Ein kleines Fest“ (S. Fischer Verlag). 1969 wurde der Film von der ARD ausgestrahlt.
Im Jahr 1982 entstand der autobiografische Film Regentropfen, die Geschichte seiner Familie während des Faschismus in Deutschland. Das Drehbuch schrieb Harry Raymon zusammen mit Michael Hoffmann. Gedreht hat Raymon dafür drei Wochen lang in seinem Geburtsort Kirchberg im Hunsrück. Anne Frederiksen schrieb dazu am 28. Mai 1982 in der ZEIT:

„Selten ist es Filmemachern bisher gelungen, über deutsche Juden im Dritten Reich so unaufgeregt und glaubhaft zu erzählen wie den Regisseuren Hoffmann und Raymon. Ihr Film wirkt zudem so authentisch, weil sie ihre Figuren Dialekt, der von jiddischen Ausdrücken durchsetzt ist, sprechen lassen. In der Pension rezitiert eine jüdische Frau Lessings „Ringparabel“. Es ist gut, sie zu hören.“

Der autobiographische Roman Einmal Exil und zurück basiert auf dem Drehbuch des Films und ist wesentlich breiter angelegt.
Harry Raymons letztes Filmprojekt entstand 2007. In dem Dokumentarfilm „Im Glockenbachviertel von München“ dokumentiert er das Leben in dem Viertel, in dem er seit 1963 lebt und arbeitet.
2017 lud ihn seine Geburtsstadt, die Gemeinde Kirchberg im Hunsrück, als wichtigen Zeitzeugen zu einem „den Opfern des Nationalsozialismus gewidmeten, mehrere Tage dauernden Programm“ ein. Dort erstellte eine Jugend-Projektgruppe, angeregt vom Förderkreis Synagoge Laufersweiler ein Videoportrait über ihn.
Bei dieser Gelegenheit entschloss sich Harry, seine schon länger geplanten Memoiren in Angriff zu nehmen. Er veröffentlichte sie drei Jahre später, 2020, in dem Buch mit dem Titel „Anders von Anfang an“.
Im Rahmen der Vergangenheitsaufarbeitung und zur Erinnerung an geschehenes Unrecht wurden in seinem Geburtsort Kirchberg 2017 Stolpersteine zum Andenken an frühere jüdische Bewohner verlegt.